# گورگن تادئوسیان
گورگن تیگرانی تادئوسیان (ارمنی: Գուրգեն Տիգրանի Թադևոսյան؛  زادهٔ ۲۰ ژوئن ۱۹۰۶ - درگذشته ۱۸ دسامبر ۱۹۷۳) یک شیمی‌دان و استاد اهل ارمنستان بود.

## زندگی‌نامه
در ۳ ژوئیه [سبک قدیمی: ۲۰ ژوئن] ۱۹۰۶ در تفلیس به دنیا آمد و از دانشکده حقوق دانشگاه دولتی ایروان (۱۹۲۹) و دانشگاه دولتی علوم پرورشی خاچاطور آبوویان ارمنستان (۱۹۳۳) فارغ‌التحصیل شد. وی در انستیتو شیمی آلی ظریف و دانشگاه ملی پلی‌تکنیک ارمنستان فعالیت می‌کرد. وی عضو مکاتبه‌ای فرهنگستان ملی علوم ارمنستان (۱۹۶۸) بود. وی همچنین برنده دانشمند شایسته ارمنستان شوروی شده است. وی در ۱۸ دسامبر ۱۹۷۳ در سن ۶۷ سالگی در ایروان درگذشت و در آرامستان مرکزی ایروان (توخماخ) به خاک سپرده شد.

## یادداشت
1. ↑  քիմիական գիտությունների դոկտոր